# عبد القادر ملاحويش
الشيخ عبد القادر ملا حويش واعظ ومؤلف وفقيه وقاضي ومفسر للقرآن من أعلام علماء العراق.

## ولادته ونشأته
ولد الشيخ عبد القادر بن ملا حويش السيد محمود آل غازي الرفاعي الحسيني العاني في بلدة عانة عام 1297هـ/ 1880م.
وتلقى دراسته الابتدائية وقسماً من الاعدادية في المدارس الحكومية في عهد الدولة العثمانية ثم درس الفقه في المدرسة الشرعية في دير الزور.
ثم نال شهادة في العلوم العلمية والنقلية من المجلس العلمي ببغداد وبعدها نال شهادة في علم المدنية عن المحدث الأكبر الشيخ بدر الدين الحسني بدمشق، ثم شهادة في العلوم الفقهية من دمشق، ثم شهادة المحاماة من نقابة المحامين بدمشق.

## الوظائف والأعمال
شغل من عام 1910 حتى عام 1927 وظيفة رئيس كتاب المحكمة الشرعية والبداءة والاستئناف، وعضو محكمة بداءة، وقاضياً شرعياً، ومدرساً، وخطيباً، وواعظاً في بلدتي الميادين والبوكمال.
وشغل من عام 1928 حتى عام 1935 حاكم صلح جزائي ومدني وقاضياً شرعياً في الميادين والحسكة وعضواً في محكمة جنايات في بلدتي الميادين والبوكمال.
ومن عام 1929 حتى عام 1940 كان قاضياً شرعياً وحاكم صلح في الجولان والزوية والقنيطرة.
ومن عام 1941 حتى عام 1949 قاضياً شرعياً بدير الزور والميادين.
ومن عام 1950 حتى عام 1953 محامياً بدير الزور.
ثم شغل بالوكالة منصب مديراً لناحية، وقائم مقام.
وكان إماماً وخطيباً في جامع السرايا، ولقد استمر في أوقات فراغه يتلو علوم القرآن الكريم والنحو والصرف والفقه، ويعطي الدروس لطلاب كليتي الحقوق والشريعة في مجلسهِ حتى قبيل وفاته حيث أقعده المرض.

## من مؤلفاته
- بيان المعاني[2] (وهو تفسير كتاب الله الحكيم حسب النزول) ويعد الأول من نوعه وطبع في ستة مجلدات. ويقوم على تحقيق أجزائه مجموعة من الباحثين من طلاب الدكتوراه والماجستير بإشراف الدكتور عبد الله حاتم العمر والدكتور محمد قنبر والدكتور جمعة الأشرم والدكتور قتيبة عبد الجليل العزي ومجموعة من الأكاديميين المختصين بالعلوم الشرعية عن طريق الأكاديمية العربية لعلوم الشريعة، من هؤلاء الباحثين إبراهيم قنبر (درجة دكتوراه) وزياد حميدي (درجة ماجستير) ووداد قنبر (درجة ماجستير) وآخرون.
- أحسن القول في الرد والعول، (مطبوع).

### من آثاره المخطوطة
- حسن البيان في تجويد أحكام القرآن الكريم.
- مجموعة خطب.
- مواعظ في حسن البيان في القرآن الكريم.
- حسن القول في المفرد والفصول.
- علم الفرائض.
- أحسن السنن في الأذكار.
- القول في علم التوحيد.
- قواعد اللغة العربية.

## وفاته
توفى في ظهيرة يوم الأربعاء 14 ربيع الأول 1398هـ، الموافق 22 شباط/فبراير 1978 في مدينة دير الزور ودفن في مقبرتها يوم الخميس 23 شباط/فبراير 1978.